# David Bisbal

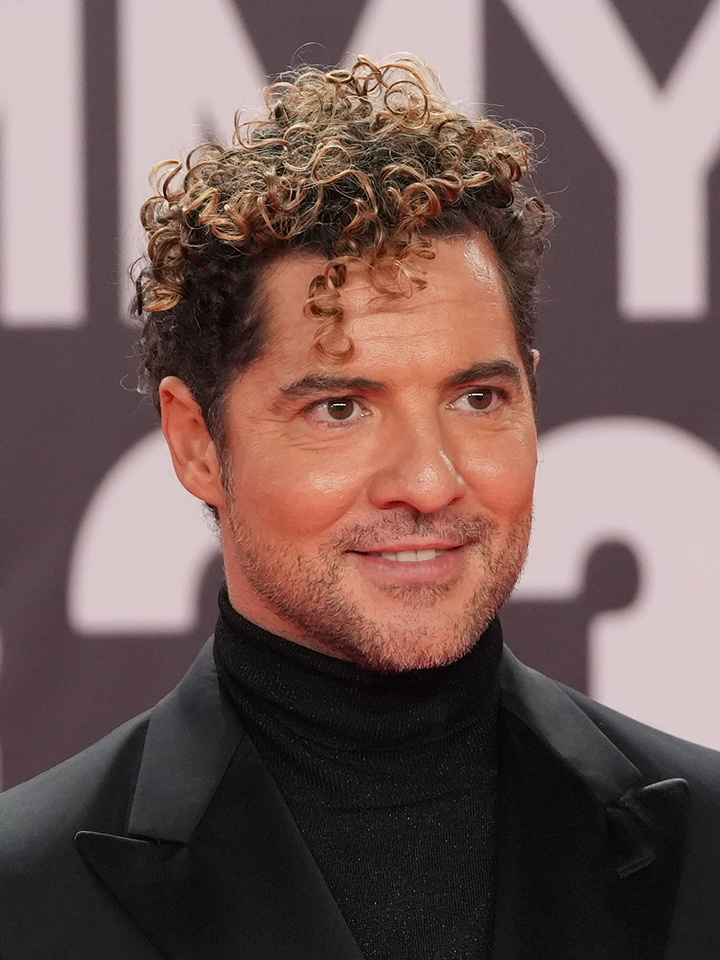
David Bisbal in Sevilla, an der Gala der Latin Grammy im November 2023

David Bisbal (* 5. Juni 1979 in Almería) ist ein spanischer Sänger. Bekannt wurde er 2001 als Zweitplatzierter der Castingshow Operación Triunfo, die seinerzeit vom spanischen Fernsehsender TVE ausgestrahlt wurde. Daraufhin trat er als Background-Sänger von Rosa beim Eurovision Song Contest 2002 auf.

## Wirken
Bisbals erstes Album Corazón Latino war in seinem Heimatland und in Lateinamerika ein großer Verkaufserfolg. Mit dem Nachfolgealbum Bulería (2004) konnte er diesen Erfolg bestätigen. Allein in Spanien verkaufte es sich über eine Million Mal.
Im deutschsprachigen Raum versuchte er 2005 mit einem Duett mit Joana Zimmer Fuß zu fassen. Let’s Make History (Petra Bonmassar/Martin Frainer/Ina Wolf) kam zwar in die deutschen und die Schweizer Charts, weitere Soloversuche, ein Best-of-Album mit dem Titel David Bisbal und eine Neuauflage seines ersten spanischen Hits Ave Maria, brachten aber nicht den gewünschten Erfolg. Die spanisch-belgische Sängerin Belle Pérez nahm diesen Song im Sommer 2006 neu auf und erreichte einen Sommerhit und damit großen Erfolg in Belgien und den Niederlanden.
Ungebrochen ist dagegen sein Erfolg in Spanien, 2006 stieg sein Album Premonición auf Anhieb auf Platz 1 ein. David Bisbal ist damit der erfolgreichste aller Casting-Show-Kandidaten in Spanien.
Am 22. Juni 2007 erschien die erfolgreiche Single Silencio von David Bisbal auch in Deutschland. Nach einem Auftritt im Wetten, dass..?-Sommerspecial vom 23. Juni 2007 erreichte Silencio Platz 59 der Jahrescharts, sein Album Premonición schaffte es jedoch nicht unter die ersten 100.
Als nächster Single-Release war für Deutschland, Österreich und die Schweiz ein Remake seines Hits Ave Maria aus dem Jahre 2002 angekündigt. Die Single sollte unter Ave Maria 2008 erscheinen und von einer Reihe von Promotion-Auftritten begleitet werden. Der Single-Release wurde allerdings offiziell auf Eis gelegt.
David Bisbal hat im Januar 2008 seine zweite Live-DVD Premonición Live mit Konzertausschnitten während des Auftritts in Barcelona im Rahmen seiner großen Welttournee 2007 veröffentlicht.
Anfang 2010 hat er mit dem somalischen Sänger K’naan eine spanisch-englische Version des Liedes Wavin’ Flag für die 2010 in Südafrika stattfindende Fußballweltmeisterschaft aufgenommen. Mit diesem Lied traten sie am 23. Mai 2010 bei Wetten, dass..? in Palma auf Mallorca auf.

## Privates
Er war mit Elena Tablada liiert, die am 15. Februar 2010 die gemeinsame Tochter Ella zur Welt brachte. Das Paar trennte sich im Juni 2011. 2018 heiratete er die in Venezuela geborene Schauspielerin Rosanna Zanetti, die 2019 ihren gemeinsamen Sohn Matteo zur Welt brachte.

## Diskografie
Studioalben

| Jahr | Titel Musiklabel                      | Höchstplatzierung, Gesamtwochen, AuszeichnungChartplatzierungen (Jahr, Titel, Musiklabel, Platzierungen, Wochen, Auszeichnungen, Anmerkungen) | Höchstplatzierung, Gesamtwochen, AuszeichnungChartplatzierungen (Jahr, Titel, Musiklabel, Platzierungen, Wochen, Auszeichnungen, Anmerkungen) | Höchstplatzierung, Gesamtwochen, AuszeichnungChartplatzierungen (Jahr, Titel, Musiklabel, Platzierungen, Wochen, Auszeichnungen, Anmerkungen) | Höchstplatzierung, Gesamtwochen, AuszeichnungChartplatzierungen (Jahr, Titel, Musiklabel, Platzierungen, Wochen, Auszeichnungen, Anmerkungen) | Höchstplatzierung, Gesamtwochen, AuszeichnungChartplatzierungen (Jahr, Titel, Musiklabel, Platzierungen, Wochen, Auszeichnungen, Anmerkungen) | Höchstplatzierung, Gesamtwochen, AuszeichnungChartplatzierungen (Jahr, Titel, Musiklabel, Platzierungen, Wochen, Auszeichnungen, Anmerkungen) | Anmerkungen                                                                                 |
| Jahr | Titel Musiklabel                      | DE | AT | CH | US | Latin | ES | Anmerkungen                                                                                 |
| ---- | ------------------------------------- | --- | --- | --- | --- | --- | --- | ------------------------------------------------------------------------------------------- |
| 2002 | Corazón latino Universal Music Spain  | — | — | — | — | Latin13 Platin · (45 Wo.)Latin | ES1 ×1313-fach-Platin · (119 Wo.)ES | Erstveröffentlichung: 13. Mai 2002                                                          |
| 2004 | Bulería Universal Music Spain         | — | — | CH73 (2 Wo.)CH | — | Latin5 Platin · (25 Wo.)Latin | ES1 ×10Zehnfachplatin · (84 Wo.)ES | Erstveröffentlichung: 10. Februar 2004                                                      |
| 2006 | Premonición Universal Music Spain     | DE41 (9 Wo.)DE | AT27 (8 Wo.)AT | CH26 (16 Wo.)CH | US150 (2 Wo.)US | Latin6 (9 Wo.)Latin | ES1 ×5Fünffachplatin · (104 Wo.)ES | Erstveröffentlichung (ES): 3. Oktober 2006 europaweite Veröffentlichung (DE): 29. Juni 2007 |
| 2009 | Sin mirar atrás Universal Music Spain | — | — | CH81 (2 Wo.)CH | US119 (2 Wo.)US | Latin1 (22 Wo.)Latin | ES1 ×3Dreifachplatin · (94 Wo.)ES | Erstveröffentlichung: 20. Oktober 2009                                                      |
| 2014 | Tú y yo Universal Music Spain         | — | — | — | — | Latin8 (5 Wo.)Latin | ES1 ×3Dreifachplatin · (70 Wo.)ES | Erstveröffentlichung: 16. März 2014                                                         |
| 2016 | Hijos del mar Universal Music Spain   | — | — | — | — | Latin4 (6 Wo.)Latin | ES1 Platin · (74 Wo.)ES | Erstveröffentlichung: 2. Dezember 2016                                                      |
| 2020 | En tus planes Universal Music Spain   | — | — | — | — | — | ES1 Platin · (113 Wo.)ES | Erstveröffentlichung: 3. Januar 2020                                                        |
| 2023 | Me siento vivo Universal Music Spain  | — | — | — | — | — | ES1 Gold · (29 Wo.)ES | Erstveröffentlichung: 28. September 2023                                                    |

grau schraffiert: keine Chartdaten aus diesem Jahr verfügbar